# Hafen Port-au-Prince

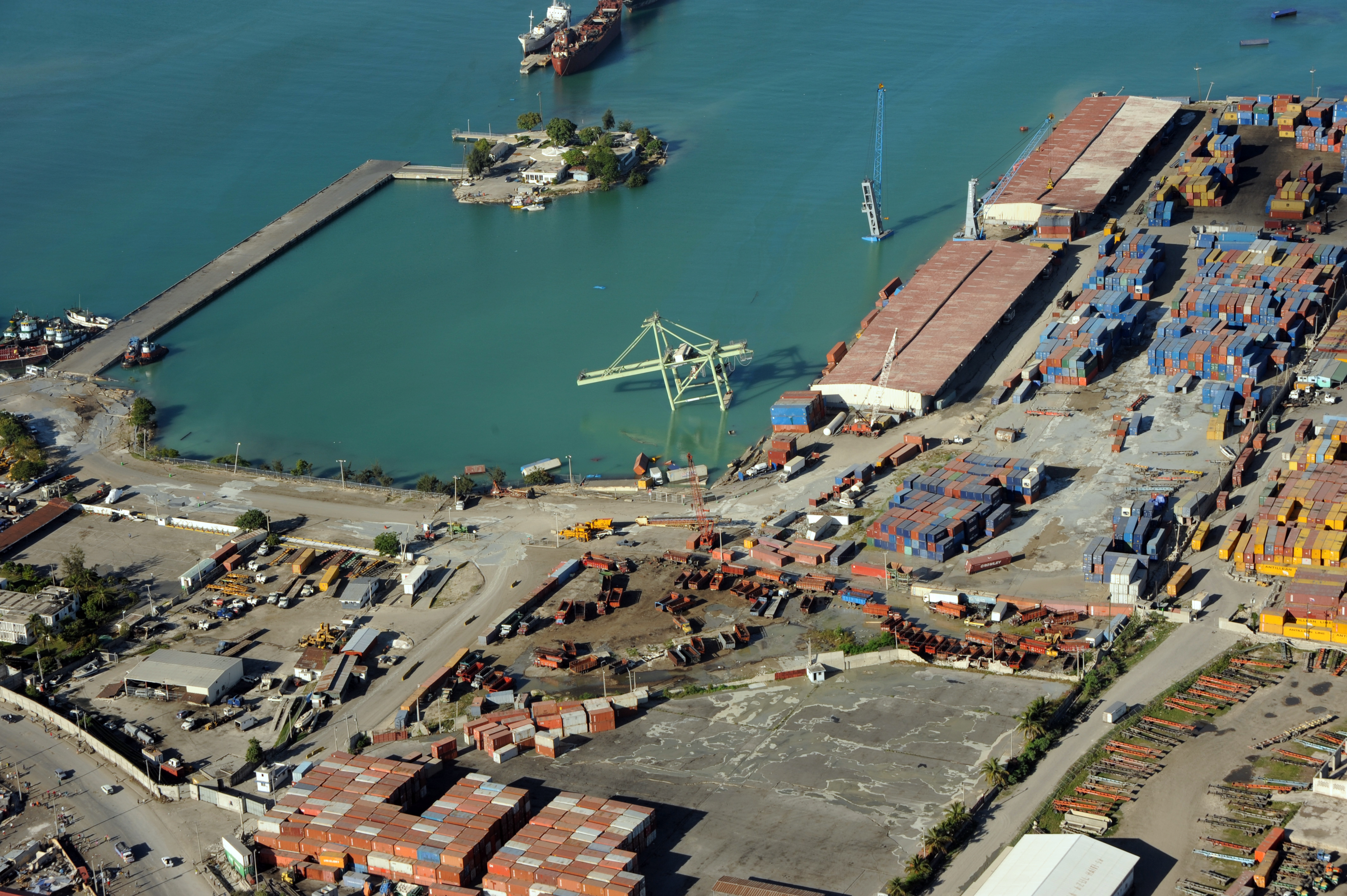
Der Hafen nach dem Erdbeben von 2010

Der Hafen Port-au-Prince (UN/LOCODE: HTPAP) ist der Seehafen der Hauptstadt Haitis. Er bietet neben dem Hafen von Cap-Haïtien als wichtigster Hafen des Landes Anlege-, Be- und Entlademöglichkeiten für den internationalen Warenverkehr über See.

## Geschichte
Der historisch gewachsene Hafen der Hauptstadt Haitis wurde im Jahr 1906 für 50 Jahre an ein amerikanisch-haitianisches Unternehmen verpachtet.
Die Autorité Portuaire Nationale (APN) entstand 1956. Der Hafen selbst wird von der Administration Portuaire de Port-au-Prince verwaltet, die als staatliches Unternehmen unter der Aufsicht der Banque de la République d’Haïti (BRH) steht.
Im Jahr 1999 galt der Hafen Port-au-Prince bezüglich Liegegebühren und verbundener Kosten als der teuerste des amerikanischen Kontinents.
Die Kaianlagen und Ladeeinrichtungen des Hafens wurden im Erdbeben vom 12. Januar 2010 stark in Mitleidenschaft gezogen.
Der private Betreiber des Hafens, Caribbean Port Services (CPS), meldete am 9. Januar 2025, dass der Umschlag und allgemeine Betrieb unter Druck der kriminellen Bande Wharf  Jérémie eingestellt werden musste.

## Terminals und Einrichtungen
Folgende Daten galten vor dem Erdbeben von 2010 und unterlagen vor allem angesichts der Krise in Haiti seit 2018 Veränderungen:
- 7 Liegeplätze
- Zwei Ro-Ro-Liegeplätze, einer 14 m breit, der andere 29 m breit
- Gesamtlänge der Liegeplätze 1.250 Meter
- Wassertiefe an den Liegeplätzen 8 bis 10 Meter
- Ein Portalkran mit einer Kapazität von 30 Tonnen
- Ein Gabelstapler mit einer Kapazität von 33 Tonnen
- Sechs weitere Gabelstapler mit einer Kapazität zwischen 3 und 7 Tonnen
- Sechzehn Sattelschlepper
- Acht Tieflader für den Transport von Containern

Die Reede des Hafens verfügte über 11 Festmachertonnen.
Neben den öffentlichen Hafenanlagen bestehen in der Bucht von Port-au-Prince folgende Privatpiers, die vor allem für die Treibstoffversorgung des Landes von Bedeutung sind:
- Terminal Varreux (HASCO-Pier), 9 Meter Wassertiefe, ausgestattet mit Kran und Treibstoffleitung,
- Les Moulins d’Haiti (Lafiteau-Pier), 9 Meter Wassertiefe, ausgestattet mit Saugheber und Derricks für die Entladung von Getreide,
- La Cimenterie Nationale (Fond-Mombin-Pier), 8 Meter Wassertiefe, mobile Kräne zur Entladung von Kalkstein Ton und Sand zur Herstellung von Zement,
- Shell (Thor-Pier), 10 bis 18 Meter Wassertiefe, ausgestattet mit einer Treibstoffleitung und Speicherkapazität von 25.000 Tonnen Kraftstoff,
- Le Ciment du Sud (Thor-le-volant-Pier), 12 Meter Wassertiefe, mobile Kräne zur Entladung von Kalkstein Ton und Sand zur Herstellung von Zement.